# Mór (vino)
Mór (en húngaro Móri borvidék) es una región vinícola de Hungría situada en Transdanubia Central, alrededor de la ciudad homónima del condado de Fejér. Fue reconocida oficialmente en 1996 como una de las 22 regiones vinícolas productoras de vino vcprd del país, y como tal es utilizada como denominación de origen. No obstante la tradición vitícola de la región es muy anterior.
Se trata de una de las regiones vitícolas más pequeñas de Hungría. Los viñedos ocupan una extensión de unas 900 ha. Los vinos de esta región son principalmente blancos elaborados a base de la variedad Ezerjó. Estos vinos alcanzan la madurez tres años después de la vendimia, cuando su sabor característico adquiere mayor fuerza. 

## Variedades
- Recomendadas: Chardonnay, Ezerjó, Királyleányka, Leányka, Ottonel muskotály, Rajnai rizling y Tramini.
- Complementarias: Pinot blanc, Rizlingszilváni, Sauvignon y Szürkebarát.